# Ronse
Ronse (em francês, Renaix) é uma cidade e município belga da província de Flandres Oriental. O município é constituído apenas pela cidade de Ronse. Em 1 de janeiro de 2006, o município de Ronse tinha uma população de 14.158 habitantes, uma superfície de 34,48 km² e uma consequente densidade populacional de 701 habitantes/km².

## História

### Dos primeiros povoados ao século XIV
As colinas à volta de Ronse apresentam vestígios da presença humana já no Paleolítico. No neolítico, a área era habitada por agricultores sedentários e criadores de gado.
Vários fragmentos classificados de estruturas de edifícios atestam também a existência de povoados no período romano. O centro de Ronse tomou forma no século VII, quando Santo Amando ou um dos seus sucessores construiu uma igreja e um mosteiro em honra de São Pedro e São Paulo. No século IX, Ronse e o seu mosteiro foram doados ao Mosteiro de Inde (em Cornelismünster, (próximo de Aachen) por Luís o Pio. É nessa altura que as relíquias de Santo Hermes chegaram a Ronse. Os contínuos ataques dos Viquingues forçaram os monges a fugir da localidade mais de uma vez e o mosteiro foi queimado pelos Normandos em 880. As relíquias do referido santo foram redescobertas em 940 e depositados na cripta românica em 1083. A igreja de São Hermes, que mais tarde foi construída por cima da cripta, foi consagrada em 1129.
A peregrinação em honra do anto, que era conhecido por ter curado doenças mentais, susteve a economia local. Há ainda um ditado francês que quer dizer "Santo Hermes cura os loucos da área, mas deixa os habitantes de Ronse como eles são". O senhor de Ronse, Gerard de Wautripont, que também tinha a seu cargo o moesteiro de Inde, deu à então vila de Ronse privilégios de cidade em 1240.Uns anos mais tarde, a a economia da cidade foi florescendo e o mosteiro de Inde vendeu todas as possessões de Ronse.
Até à Revolução Francesa, a senhoria de Ronse - baronia em 1549 incluía um enclave, o privilégio de de Ronse, que era administrado pelo cabido de Santo Hermes com independência jurídica e financeira e tinha o seu próprio sistema de justiça.

### Renascimento e Antigo Regime
Em 26 de Março de 1478, tropas francesas pilharam e queimaram a cidade. Esta rapidamente recuperou, graças ao crescimento económico baseado no fabrico e preparação do linho. Por volta do século XVI, a cidade tornou-se um importante centro calvinista nos Países Baixos Espanhóis. Os conflitos religiosos do século, em especial a terrível perseguição do duque de Alba, forçaram um grande número de tecelões e pisoeiros da cidade a encontrar refúgio permanente na Holanda, Inglaterra e Alemanha. O incêndio ocorrido a 21 de Julho de 1551 destruiu por completo a cidade. Nos inícios do século XVII, Ronse tirou vantagem da paz relativa ocorrida no tempo dos arquiduques Fernando e Isabel. É durante essa época que foi construído um dos mais bonitos castelos no sul dos Países Baixos (demolido em 1823) pelo conde Jean de Nassau-Siegen, barão de Ronse desde 1629. A peste de 1635-1636 praticamente esvaziou a cidade. Apesar da oposição do rei de Espanha, Ronse foi anexada pela França de 1680 a 1700. Durante o período austríaco em 31 de Março de 1711, um gigantesco incêndio deixou a cidade em cinzas. Graças à perseverança dos seus habitantes, Ronse podia erguer-se como cidade, devido ao seu comércio e negócios baseados na indústria têxtil.

### Da Revolução Francesa aos nossos dias
A batalha de Fleurus (26 de Junho de 1794) permitiu à França ocupar e anexar a região. Ronse sofreu importantes expropriações e a cidade em breve encontrou-se em sérias dificuldades financeiras. Em 1796, a antiga administração da cidade foi dissolvida e foi criado o município de Ronse. A legislação francesa esteve em vigor até à Bélgica se unir com os Países Baixos em 1815. Em 1798, a chamada "guerra dos camponeses" (uma rea(c)ção à conscrição militar imposta pela França) custou muitas vidas. Em 1799, cerca de 10.000 habitantes de Ronse (um terço) viviam na pobreza. Em 1840, mais de 55% da população vivia da indústria têxtil. Uns anos mais tarde, a mecanização da indústria conduziu a uma crise económica. Muitas pessoas deixaram Ronse para irem trabalhar para as fábricas do norte de França (Lille-Roubaix-Tourcoing) ou para os trabalhos agrícolas nas regiões do Somme, do Oise, etc. A partir da década de 1870, a indústria têxtil prosperou, apesar da queda temporária ocorrida durante a Primeira Guerra Mundial. O declínio da indústria têxtil iniciou-se após a Segunda Guerra Mundial, mas foi especialmente agudo durante a década de 1960. Actualmente, Ronse é principalmente uma centro comercial e um destino turístico.

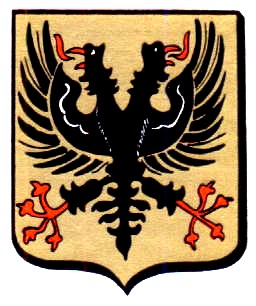
Brasão de Ronse.

## Monumentos

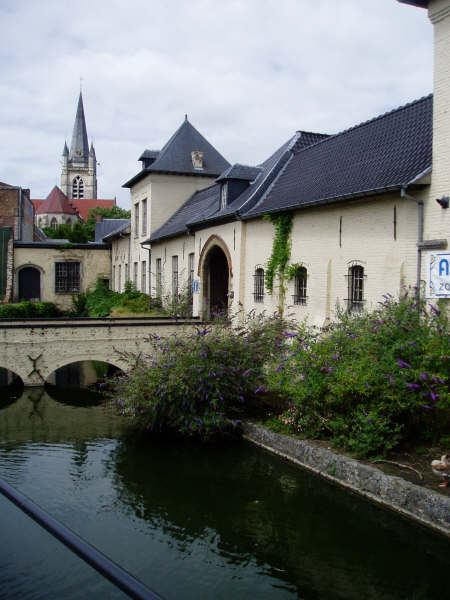
Igreja e museu de Ronse.

- Igreja de Santo Hermes, famosa pela sua cripta do século XII em estilo românico.
- Um museu do folclore e um museu têxtil.
- A estação de caminho-de-ferro da cidade, a mais antiga da Europa.
- Uma casa construída por Victor Horta em estilo Arte Nova: The Villa Carpentier.
- As colinas em redor, várias das quais oferecem boas vistas sobre a cidade.

## Festas
- A festa "Bommels", que tem lugar em Janeiro no sábado anterior à primeira segunda-feira depois da Epifania é o primeiro Carnaval do ano na Bélgica. As suas raízes são medievais
- A "Fiertel", também com raízes medievais tem lugar no primeiro domingo a seguir ao Pentecostes (Trinity Sunday, em países de expressão inglesa. Nessa ocasião, o relicário de Santo Hermes é conduzido pela cidade numa procissão ao longo de 32 quilómetros, com centenas de pessoas a pé e ciclistas prestando culto ao santo.

## Pessoas nascidas em Ronse
- Cipriano de Rore, compositor e professor flamengo do (século XVI).
- Alphonse Francois Renard, geólogo e petrólogo do século XIX.
- Ovide Decroly, professor e psicólogo (século XIX)
- Princesa Isabelle de Liechtenstein (século XX)
- Rudy Demotte, político socialista (século XX)

## Cidades-gémeas
- Alemanha: Kleve
- Reino Unido: Sandwich, Kent
- França: Saint-Valery-sur-Somme
- Chéquia: Jablonec nad Nisou
- Tunísia: Masakin